# Грозный (миноносец)
«Гро́зный» — эскадренный миноносец типа «Грозный» Второй Тихоокеанской эскадры, принявший участие в Цусимском сражении.

## Строительство
13 июля 1903 года зачислен в списки судов Балтийского флота, в июне 1903 года заложен на судоверфи Невского судостроительного и механического завода в Санкт-Петербурге, спущен на воду 6 июля 1904 года, вступил в строй осенью 1904 года.

## Служба

### В составе Второй Тихоокеанской эскадры
Вошёл в состав «Догоняющего отряда» капитана 1-го ранга Л. Ф. Добротворского и 3 ноября 1904 года покинул Либаву под командованием капитана 2-го ранга К. К. Андржиевского. Во время перехода у Скагена «Грозный» во время шторма сорвало с якоря, и его пришлось ремонтировать в Шербуре. 1 февраля 1905 года в составе отряда соединился с главными силами Второй Тихоокеанской эскадры, войдя в состав 2-го отделения миноносцев.
Во время Цусимского сражения 14 мая держался на левом, нестреляющем борту русских броненосцев. Принял участие в спасении людей со вспомогательного крейсера «Урал», взяв на борт 10 человек. На рассвете «Грозный» у выхода из Корейского пролива присоединился к миноносцу «Бедовый», на котором находился раненый адмирал 3. П. Рожественский. У острова Дажелет русские миноносцы были замечены с японских «истребителей» «Сазанами» и «Кагеро», которые сразу устремились в погоню. Увеличив ход, «Грозный» приблизился к «Бедовому», с которого последовало приказание идти во Владивосток. На вопрос командира «Грозного», почему не принять бой, ответа не последовало. В этот момент японские корабли открыли огонь, и «Грозный» в 4 часа 45 минут начал уходить от противника. Миноносец «Бедовый», подняв флаг Красного Креста и белый флаг, сдался противнику.
В погоню за «Грозным» отправился японский миноносец «Кагеро». На расстоянии около 6 тысяч метров завязалась перестрелка, затем дистанция уменьшилась до 3800 метров. Несмотря на ряд попаданий в русский миноносец, к 6 часам вечера расстояние вновь увеличилось до 6 тысяч метров и «Кагеро» отказался от погони. По данным русских источников, «Кагеро» прекратил погоню после нескольких попаданий в него. По свидетельствам очевидцев, на нём была сбита труба и имелся крен. На «Грозном» было 6 пробоин, из них одна подводная, убито 4 и ранено 3 человека, в том числе командир.
После боя «Грозный» отправился во Владивосток экономическим ходом, однако угля не хватило и пришлось сжечь в топках все деревянные вещи — рундуки, шлюпки и даже угольные мешки. 16 мая миноносец прибыл во Владивосток, где был встречен кораблями Владивостокского отряда. Таким образом, «Грозный» стал одним из трех кораблей Второй Тихоокеанской эскадры, достигших Владивостока после боя.
В сентябре 1905 года «Грозный» в составе отряда русских кораблей встретился с японской эскадрой, для совещания по вопросам перехода от военного положения к мирному.

### В составе Сибирской флотилии
6 ноября 1905 года «Грозный» был перечислен в состав Сибирской флотилии. В 1910 году прошёл капитальный ремонт корпуса и механизмов во Владивостокском порту с заменой листов палубного настила и трубок в котлах. В 1913 году был перевооружён. В ноябре 1916 года эсминец «Грозный» был переведён в резерв.
Осенью 1917 года вместе с эсминцем «Бойкий» ушёл в заграничное учебное плавание, сопровождая вспомогательный крейсер «Орёл» с гардемаринами на борту.
12 декабря 1917 года вошёл в состав Красной Сибирской флотилии. С весны 1918 года находился во Владивостокском военном порту на хранении. После взятия Владивостока большевиками в строй не вводился. 31 мая 1923 года сдан Комгосфондов для реализации, и 21 ноября 1925 года исключен из списков судов РККФ.

## Командиры
- 07.05.1904-13.06.1905 — капитан 2-го ранга Андржиевский, Константин Клитович
- 01.08.1905-09.11.1907 — капитан 2-го ранга Тигерстедт, Павел Густавович
- 06.1908-01.1909 — П. И. Крашенинников
- Якубовский

## Офицеры во время Цусимского похода и сражения
- Минный офицер: лейтенант Коптев, Сергей Дмитриевич, Георгиевский кавалер
- Судовой механик: штабс-капитан КИМФ Сно, Николай Александрович
- Вахтенный офицер: мичман Вилькен, Виктор Викторович (15.02.1905 переведён на крейсер «Дмитрий Донской»)
- Вахтенный офицер: мичман Дофельдт, Пётр Пирсович
- Вахтенный офицер: мичман Сафонов, Дмитрий Николаевич